# Can Llobet (Sant Cugat del Vallès)
Can Llobet és un edifici del municipi de Sant Cugat del Vallès (Vallès Occidental) que forma part de l'Inventari del Patrimoni Arquitectònic de Catalunya.

## Descripció
És una petita masia de planta rectangular amb coberta a dues vessants. Té planta baixa i pis. És característica la porta d'arc de mig punt adovellada i la finestra amb muntants i llindes de pedra. Construcció que recorda a Can Cussó.